# Vindula
Vindula är ett släkte av fjärilar. Vindula ingår i familjen praktfjärilar.

## Bildgalleri

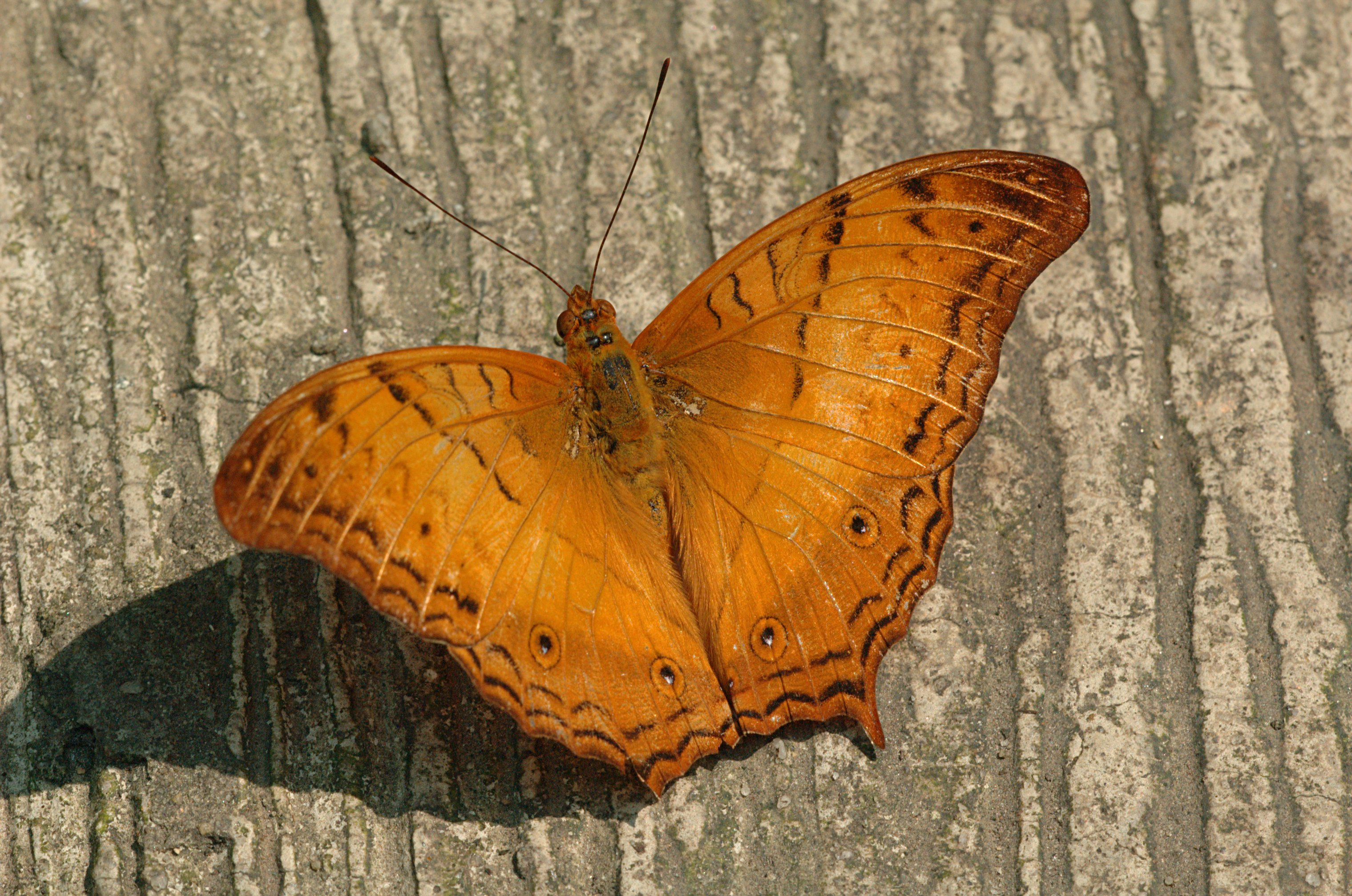

## Dottertaxa tillVindula, i alfabetisk ordning[1]
- Vindula ada
- Vindula adina
- Vindula agatho
- Vindula albosignata
- Vindula albotaeniata
- Vindula alorensis
- Vindula amboensis
- Vindula ardea
- Vindula arsinoe
- Vindula aruensis
- Vindula asela
- Vindula auricoma
- Vindula austrosundana
- Vindula bagrada
- Vindula banta
- Vindula basania
- Vindula basanica
- Vindula battaka
- Vindula boetonensis
- Vindula bosnikensis
- Vindula buruana
- Vindula cantori
- Vindula catenes
- Vindula celebensis
- Vindula chersonesia
- Vindula circe
- Vindula clodia
- Vindula cycnia
- Vindula daemona
- Vindula dajakorum
- Vindula dampierensis
- Vindula deione
- Vindula dioneia
- Vindula divica
- Vindula dorokusuna
- Vindula erota
- Vindula erotella
- Vindula erotoides
- Vindula figalea
- Vindula gedeana
- Vindula hainana
- Vindula insularis
- Vindula javana
- Vindula juliana
- Vindula kabiana
- Vindula kohana
- Vindula kschattryia
- Vindula ladia
- Vindula lando
- Vindula lemina
- Vindula manis
- Vindula meduca
- Vindula meforica
- Vindula melena
- Vindula meridionalis
- Vindula mesima
- Vindula moluccana
- Vindula moluccarum
- Vindula montana
- Vindula natunensis
- Vindula novaehiberniae
- Vindula obiensis
- Vindula obscura
- Vindula ochracea
- Vindula orahilia
- Vindula palawanica
- Vindula pallida
- Vindula pisidike
- Vindula polykaste
- Vindula pura
- Vindula rafflesi
- Vindula rebeli
- Vindula ricussa
- Vindula rookiana
- Vindula salayara
- Vindula saloma
- Vindula sapor
- Vindula satellitica
- Vindula simalurensis
- Vindula sulaensis
- Vindula superflua
- Vindula talautensis
- Vindula tenimberensis
- Vindula tiomana
- Vindula triocellata
- Vindula vanroeseli
- Vindula varna
- Vindula virilis